# Raul Lody
Raul Geovanni da Motta Lody (Rio de Janeiro, 1952), é um antropólogo, museólogo e professor brasileiro, responsável por vários estudos na área das religiões afro-brasileiras, sobretudo na Bahia.
Suas principais pesquisas antropológicas e etnológicas resultaram na publicação do Dicionário de Arte Sacra e Técnicas Afro-Brasileiras, com 1.416 verbetes e prefaciado pelo também antropólogo Roberto DaMatta.

## Formação acadêmica e títulos
Formou-se em Etnografia e Etnologia pelo Instituto de Antropologia da Universidade de Coimbra, tendo posteriormente se especializado no Laboratório Etnográfico desta Universidade e ainda no Instituto Fundamental da África Negra, em Dakar. Doutorado em Etnologia pela Universidade de Paris, é membro da Academia Brasileira de História, da Academia Brasileira de Belas Artes,  do Instituto Geográfico e Histórico da Bahia, dentre outras.

## Museus
- Curador do Museu do Folclore de São José dos Campos;
- foi o idealizador do Museu de Gastronomia Baiana;
- curador das Fundação Gilberto Freyre no Recife,  Fundação Pierre Verger em Salvador e do Centro Dragão do Mar de Arte e Cultura em Fortaleza;
- pesquisador do Centro Nacional de Folclore e Cultura Popular.

## Livros
- Santo Também Come. Recife, 1979, PALLAS, 1995 (ISBN 8534700710)
- Devoção e Culto a Nossa Senhora da Boa Morte. Rio de Janeiro. 1981
- Artesanato: uma visão complexa. Cadernos de Cultura 2: Cultura popular. Maceió. 1985
- Coleção Perseverança: um documento de Xangô alagoano. Maceió/Rio de Janeiro. 1985
- Um Documento do Candomblé na Cidade do Salvador. Coleção Culto Afro-Brasileiro. Rio de Janeiro. 1985
- Afoxé. Cadernos de Folclore, 7. Rio de Janeiro. 1976
- Pano da costa. Cadernos de Folclore, 15. Rio de Janeiro. 1977
- Tem Dendê, tem Axé, Pallas, s/d, (ISBN 8534700036) 1a. Edição
- Pencas e Balangandãs da Bahia, Um estudo etnográfico das jóias e amuletos, Rio de Janeiro, Funarte/Inf, 1988
- O Povo de Santo, Rio de Janeiro, Editora Pallas, 1995 ISBN 85-347-0071-0
- Jóias de Axé, Bertrand Brasil, 2001 (ISBN 8528608409)
- Dicionário de Arte Sacra e Técnicas Afro-Brasileiras, Pallas, 2003, (ISBN 8534701873)
- À Mesa com Gilberto Freyre, Senac, 2004 (ISBN 8574581577)
- Cabelos de Axé - identidade e resistência, Senac, 2004 (ISBN 8574581623)
- As Gueledés, a festa das máscaras, Editora Pallas, 2010(ISBN 9788534704274)